# 川上盛司
川上 盛司（かわかみ せいじ、1995年6月20日 - ）は、栃木県出身のサッカー選手。ポジションは、ディフェンダー（DF）。

## 来歴
鹿島アントラーズのアカデミーの鹿島アントラーズジュニアから鹿島ジュニアユース、鹿島ユースでサッカーを続けた。鹿島ユースでは主にボランチのポジションで起用され、主将を務めた。
2014年、仙台大学に進学した。仙台大学では右サイドバックにコンバートされ、1年生のときから出場機会を得た。仙台大学在学中の2017年6月、福島ユナイテッドFCに特別指定選手として登録され、同年7月22日のJ3第18節・藤枝MYFC戦でJリーグ初出場した。
2018年、栃木SCに加入。1月10日に藤枝MYFCへの期限付き移籍が発表された。2018年12月、2019年シーズンはSC相模原にレンタル移籍。
2020年1月、双方合意の上で栃木との契約を解除した。2020年2月19日、山田満夫とともにイラワラ・プレミアリーグ（オーストラリア・イラワラ地域の独立リーグ）のウロンゴン・ユナイテッドFCへの加入がクラブから発表された。

## 所属クラブ
ユース経歴
- 清原サッカースポーツ少年団（宇都宮市立清原南小学校）
- 鹿島アントラーズジュニア（水戸市立城東小学校）
- 鹿島アントラーズジュニアユース（水戸市立第三中学校）
- 2011 - 2013年度 鹿島アントラーズユース（鹿島学園高等学校）
- 2014 - 2017年度 仙台大学
  - 2017年6月 - 同年12月  福島ユナイテッドFC（特別指定選手）

プロ経歴
- 2018年 - 2019年  栃木SC
  - 2018年  藤枝MYFC（期限付き移籍）
  - 2019年  SC相模原（期限付き移籍）
- 2020年 -  ウロンゴン・ユナイテッドFC（英語版）

## 個人成績
| 国内大会個人成績 | 国内大会個人成績 | 国内大会個人成績 | 国内大会個人成績 | 国内大会個人成績 | 国内大会個人成績 | 国内大会個人成績 | 国内大会個人成績 | 国内大会個人成績 | 国内大会個人成績 | 国内大会個人成績 | 国内大会個人成績 |
| 年度             | クラブ           | 背番号           | リーグ           | リーグ戦         | リーグ戦         | リーグ杯         | リーグ杯         | オープン杯       | オープン杯       | 期間通算         | 期間通算         |
| 年度             | クラブ           | 背番号           | リーグ           | 出場             | 得点             | 出場             | 得点             | 出場             | 得点             | 出場             | 得点             |
| 日本             | 日本             | 日本             | 日本             | リーグ戦         | リーグ戦         | リーグ杯         | リーグ杯         | 天皇杯           | 天皇杯           | 期間通算         | 期間通算         |
| ---------------- | ---------------- | ---------------- | ---------------- | ---------------- | ---------------- | ---------------- | ---------------- | ---------------- | ---------------- | ---------------- | ---------------- |
| 2015             | 仙台大           | 2                | -                | -                | -                | -                | -                | 2                | 0                | 2                | 0                |
| 2017             | 福島             | 31               | J3               | 2                | 0                | -                | -                | -                | -                | 2                | 0                |
| 2018             | 藤枝             | 25               | J3               | 16               | 0                | -                | -                | -                | -                | 16               | 0                |
| 2019             | 相模原           | 23               | J3               | 31               | 1                | -                | -                | -                | -                | 31               | 1                |
| 通算             | 日本             | 日本             | J3               | 49               | 1                | -                | -                | -                | -                | 49               | 1                |
| 通算             | 日本             | 日本             | 他               | -                | -                | -                | -                | 2                | 0                | 2                | 0                |
| 総通算           | 総通算           | 総通算           | 総通算           | 49               | 1                | -                | -                | 2                | 0                | 51               | 1                |

- 2017年は特別指定選手

出場歴
- Jリーグ初出場 - 2017年7月22日 J3第18節 vs藤枝MYFC（藤枝総合運動公園サッカー場）